# Консорциум Всемирной паутины
Консо́рциум Всеми́рной паути́ны (англ. World Wide Web Consortium, W3C) — организация, разрабатывающая и внедряющая технологические стандарты для Всемирной паутины. Основателем и главой Консорциума является сэр Тимоти Джон Бернерс-Ли, автор множества разработок в области информационных технологий. По состоянию на 29 мая 2019 года Консорциум насчитывает 444 члена.

## Цели и задачи
W3C разрабатывает для Интернета единые принципы и стандарты (называемые «рекомендациями», англ. W3C Recommendations), которые затем внедряются производителями программ и оборудования. Таким образом достигается совместимость между программными продуктами и аппаратурой различных компаний, что делает Всемирную сеть более совершенной, универсальной и удобной.
Миссия W3C: «Полностью раскрыть потенциал Всемирной паутины путём создания протоколов и принципов, гарантирующих долгосрочное развитие Сети».
Более конкретная цель W3C — помочь компьютерным программам достичь способности к взаимодействию в Сети (т. н. «сетева́я интеропера́бельность», англ. Web interoperability). Применение единых стандартов в Сети — это ключевой шаг для достижения такого взаимодействия.
Две другие важнейшие задачи Консорциума — обеспечить полную «интернационализа́цию Сети́» и сделать Сеть доступной для людей с ограниченными возможностями. Для решения первой задачи Консорциум активно сотрудничает с организацией «Юнико́д» (англ. Unicode) и рядом других рабочих групп, занимающихся международным сотрудничеством в Интернете и языковыми технологиями. Для решения второй задачи Консорциум не только сотрудничает с организациями соответствующего профиля, но и разработал свои собственные рекомендации, которые сейчас активно набирают популярность. Существует "Руководство по обеспечению доступности веб-контента (WCAG)", разработанное Консорциумом всемирной паутины (W3C). В нём четко расписаны все требования по контенту сайтов и его форматированию, чтобы максимум людей могли комфортно пользоваться информацией.

## Особенности внедрения рекомендаций
Рекомендации Консорциума Всемирной паутины открыты, то есть не защищены патентами и могут внедряться любым человеком без всяких финансовых отчислений Консорциуму. В отличие от других организаций, занимающихся разработкой стандартов для Интернета, Консорциум Всемирной паутины не имеет программ сертификации (на соответствие рекомендациям консорциума) и не планирует их вводить, поэтому рекомендации W3C получили гораздо большее распространение, нежели стандарты любых других организаций. В то же время, из-за отсутствия сертификации многие производители следуют рекомендациям лишь частично. Рекомендации Консорциума построены таким образом, что частичное внедрение не нарушает общих стандартов. Некоторые популярные рекомендации имеют несколько степеней внедрения — кому как удобнее. Степени внедрения — это новое слово в сетевых стандартах, которое принесло Консорциуму Всемирной паутины и его рекомендациям заслуженную популярность.
Рекомендации W3C зачастую хорошо проработаны и детализированы. С другой стороны, большинство рекомендаций доступны для любых категорий пользователей — от экспертов-программистов до начинающих веб-мастеров. Кроме технических спецификаций, Консорциум также публикует много руководств и советов, облегчающих внедрение рекомендаций. За последнее время W3C провёл огромную работу по популяризации своих стандартов, особенно в Европе.

## Процесс стандартизации
Любой стандарт W3C проходит 5 стадий согласования:
- Черновик спецификации (англ. Draft);
- Рабочий проект (англ. Working Draft);
- Последний созыв (англ. Last Call);
- Возможная рекомендация (англ. Candidate Recommendation);
- Предлагаемая рекомендация (англ. Proposed Recommendation);

и только после этого официально становится рекомендацией W3C.
Рекомендации могут время от времени обновляться. К рекомендациям публикуются сообщения о выявившихся ошибках и неточностях (англ. errata). Когда накапливается достаточный запас выявленных ошибок, выходит новая, исправленная и доработанная редакция (англ. edition) рекомендации (например, «редакция 1.1»). В исключительных случаях вся рекомендация может быть отозвана Консорциумом для переработки.
Для удобства пользователей Консорциумом созданы специальные программы-валидаторы (англ. Online Validation Service), которые доступны по Сети и могут за несколько секунд проверить документы на соответствие популярным рекомендациям W3C. Консорциумом также созданы многие другие утилиты для облегчения работы веб-мастеров и программистов. Большинство утилит — это свободные программы, все они бесплатные. В последнее время, следуя мировым тенденциям, Консорциум в целом гораздо больше внимания уделяет проектам с открытым исходным кодом.

## История
Консорциум был создан в 1994 году как консультативный орган для лидеров компьютерной индустрии. Крупнейшие мировые компании и корпорации договаривались в W3C об обеспечении совместимости своих продуктов и внедрении новых технологических стандартов.
Первым крупным успехом Консорциума стала стандартизация языка гипертекстовой разметки HTML (англ. HyperText Markup Language) в 1996 году. В середине 1990-х годов ряд крупнейших производителей программного обеспечения планировал выпустить каждый свою версию языка HTML со своими названиями тегов. Это привело бы к хаосу в Интернете, и в результате веб-страница одной компании была бы размечена совершенно не так, как страница другой компании. Из-за этого веб-браузер одной компании не мог бы отображать страницы, созданные по правилам другой компании. Именно W3C принадлежит заслуга в том, что HTML был выпущен с единым базовым набором тегов и атрибутов, и веб-страницы стали такими, какими мы их знаем сейчас[когда?]. Хотя полного совпадения тегов и атрибутов HTML достичь не удалось до сих пор.

## Перспективы
С тех пор Консорциум Всемирной паутины проделал огромную работу, выпустив более 110 рекомендаций за 10 лет. Членами Консорциума ныне являются более 350 организаций из 28 стран мира. На рекомендациях W3C основаны тысячи программ и сотни миллионов файлов в сети Интернет. В настоящее время Консорциум является, пожалуй, самой авторитетной организацией в области стандартизации Всемирной паутины.
Дальнейшее развитие Интернета Консорциум Всемирной паутины связывает с концепцией семантической паутины. Семантическая паутина — это надстройка над существующей Всемирной паутиной, которая призвана сделать размещённую в Сети информацию более понятной для компьютеров. Тогда программы смогут сами находить нужные ресурсы, обрабатывать информацию, обобщать данные, выявлять логические связи, делать выводы и даже принимать решения на основе этих выводов. При широком распространении и грамотном внедрении семантическая паутина может вызвать революцию в Интернете.

## Структура Консорциума
Общую администрацию Консорциума Всемирной паутины осуществляют 3 организации:
- Массачусетский технологический институт (англ. Massachusetts Institute of Technology, MIT) в США;
- Европейский консорциум по исследованиям в области информатики и математики (англ. European Research Consortium for Informatics and Mathematics, ERCIM) во Франции;
- Университет Кейо (англ. Keio University) в Японии.

Членом Консорциума может стать юридическое или частное лицо, занимающееся веб-технологиями и заинтересованное в развитии Интернета. Основным источником финансирования Консорциума являются членские взносы. Членами Консорциума уже являются более 350 организаций.
Международную координацию осуществляют так называемые «офисы W3C» (англ. W3C Offices), которые созданы уже в 14 странах мира. Время от времени Консорциум Всемирной паутины также устраивает международные конференции.
Процесс выработки рекомендаций проходит в специальных группах. Рабочие и исследовательские группы Консорциума включают штатный персонал, представителей организаций-членов и приглашённых экспертов. С предложениями в адрес рабочих групп может выступить любое лицо, даже не члены W3C.

## Открытие представительства в России
16 февраля 2012 W3C совместно с НИУ ВШЭ открыли представительство Консорциума в России.

## Принципы и концепции, утверждённые W3C
- Общедоступность (Accessibility). Особый упор при реализации данного принципа делается на обеспечение доступности ресурсов Всемирной паутины для людей с ограниченными физическими возможностями.
- Аппаратная независимость (Device Independence). Этот принцип утверждает, что ресурсы и протоколы не должны быть рассчитаны на конкретное физическое оборудование, а должны работать на любой аппаратуре.
- Интернационализация (Internationalization). Здесь речь идёт, прежде всего, о доступности информации на всех языках мира, а не только на английском, а также возможность и равноправие использования национальных шрифтов в документах и системах разработанных на основе стандартов.
- Патентная политика (Patent Policy). Здесь речь идёт о патентовании рекомендаций W3C таким образом, чтобы их можно было внедрять бесплатно, на основе лицензии W3C Royalty-Free License.
- Многоформенное взаимодействие (Multimodal Interaction). Принцип утверждает, что у программ должно существовать много форм и режимов взаимодействия с пользователем.
- Семантическая паутина (Semantic Web). Это новая концепция развития Всемирной паутины, которая призвана сделать размещённую в Сети информацию более понятной для компьютеров. Иногда также упоминается как семантический веб. Семантическая паутина сейчас реализуется как надстройка над существующей Всемирной паутиной.
- Мобильная паутина (Mobile Web Initiative, W3C-MWI). Этот принцип определяет, что ресурсы Всемирной сети должны быть доступны для мобильных устройств.

## Стандарты, утверждённые W3C
- Annotea
- CC/PP
- Compound Document Formats
- CSS
- DOM
- HTML
- HTTP
- InkML
- MathML
- OWL
- PICS
- PNG
- P3P
- RDF
- SMIL
- SOAP/XMLP
- SPARQL
- Style
- SVG
- TAG
- Timed Text
- URI/URL
- Voice Browser
- WAI
- WAI-ARIA
- WebCGM
- Web Services
- XForms
- XHTML
- XInclude
- XLink
- XML
- XML Base
- XML Binary Characterization
- XML Encryption
- XML Key Management
- XML Query
- XML Schema
- XML Signature
- XPath
- XPointer
- MXSL и XSLT

## Программы и утилиты, созданные W3C
- Amaya (браузер и WYSIWYG-редактор)
- CSS Validator
- HTML Tidy
- HTML Validator
- Jigsaw (сервер)
- Libwww (Web API, больше не поддерживается)
- Quality Assurance, QA (утилиты для проверки качества)
- и другие

## Критика
В 2004 году недовольные медленной разработкой веб-стандартов W3C и ориентацией на XML основали WHATWG.
Принятое W3C решение работать над внесённым предложением добавить в HTML5 API для DRM (Encrypted Media Extensions) было встречено крайне негативно теми, кто считает одним из основных свойств веб-стандартов типа HTML, и преимуществ их перед плагинами, открытость, «интероперабельность» и/или отсутствие требований использования программного или аппаратного обеспечения от определённого поставщика (как на стороне клиента, так и на стороне сервера). В январе 2014 года к W3C присоединилась Американская ассоциация кинокомпаний (MPAA), поддерживавшая такие законопроекты как SOPA, который вызвал протесты в Интернете. Среди членов W3C есть и другие сторонники DRM и других способов воспрепятствования работе пользовательских браузеров, букмарклетов и плагинов.